# Claudio Baglioni (1970)
Claudio Baglioni è il primo album dell'omonimo cantautore italiano, pubblicato in Italia nel settembre 1970 dalla RCA; fu ritirato dal mercato pochi mesi dopo la pubblicazione per lo scarso successo.
Il lavoro, ancora lontano dal successo planetario che arriverà pochi anni dopo, è un’opera acerba ma già intensa, poetica e sperimentale, che mostra una forte vocazione cantautoriale e una sensibilità lirica profonda. Le melodie sono spesso sospese tra atmosfere fiabesche, riflessioni malinconiche e tocchi orchestrali raffinati, in parte grazie alla collaborazione di Antonio Coggio, che sarà una figura fondamentale per i primi anni della carriera di Baglioni. Questo è il periodo che lo stesso Baglioni ha poi definito come la sua fase “Agonia”, segnata da malinconia, intensità emotiva e un desiderio quasi intellettuale di affrontare tematiche profonde, spesso anche drammatiche, intellettualismo che arriva anche a dossi ironici.

## Il disco
Il disco è un viaggio tra atmosfere eleganti e testi che alternano profonda introspezione e vena ironica, in un equilibrio sottile e affascinante. Brani come Lacrime di marzo, racconto struggente del suicidio di una ragazza, o Notte di Natale — considerata una delle canzoni più tristi mai scritte — testimoniano il volto più cupo e riflessivo dell’autore.
Accanto a questi momenti lirici e drammatici, troviamo anche episodi ironici e leggeri, veri e propri “sberleffi” ai cliché dei piano bar d’amore. In Quando tu mi baci, il protagonista si chiede cosa ci sia di tanto speciale nei baci della sua amata, concludendo che forse è solo merito del suo dentifricio. Allo stesso modo, Mia cara Esmeralda gioca sul sarcasmo di una donna che lo lascia “in pizzo”, trasformando una delusione amorosa in uno sketch arguto.
Il 45 giri che accompagna l’uscita dell’album è Notte di Natale/Isolina, ma già nell'aprile dello stesso anno Baglioni aveva pubblicato il suo primo singolo: Una favola blu/Signora Lia, brani entrambi presenti nell’album. Signora Lia diventerà primo vero cavallo di battaglia del cantautore, ironico e brillante.
Particolarmente curiosa la presenza di un Interludio basato su un brano della Sonata Patetica di Beethoven, scelta che testimonia il gusto classicheggiante di Baglioni in quel periodo
Nonostante il valore artistico dell’opera, il disco fu ritirato dal mercato per lo scarso successo commerciale. Solo nel 1988 fu ristampato in CD, e in seguito riproposto più volte in vinile. Nel 2023 è uscita una prestigiosa ristampa in vinile color oro, diventata rapidamente un oggetto ambito dai collezionisti. Oggi, la versione originale del 1970 è un vero pezzo da collezione, rarissimo e prezioso.

## Tracce
Arrangiamenti di Ruggero Cini (eccetto Una favola blu, arrangiata da Maurizio De Angelis)
Lato A
1. Notte di Natale – 2:54 (Claudio Baglioni)
2. Quando tu mi baci – 1:43 (Claudio Baglioni)
3. Lacrime di marzo – 2:32 (testo: Claudio Baglioni – musica: Antonio Coggio)
4. Isolina – 3:16 (testo: Claudio Baglioni – musica: Antonio Coggio)
5. Una favola blu – 2:56 (testo: Giulio D'Ercole e Alberto Morina – musica: Pietro Melfa)
6. Il sole e la luna – 6:33 (Claudio Baglioni)

Durata totale: 19:54
Lato B
1. I silenzi del tuo amore – 3:47 (testo: Claudio Baglioni – musica: Antonio Coggio)
2. Mia cara esmeralda – 2:27 (Claudio Baglioni)
3. Interludio (tratta da un brano della Patetica di Ludwig van Beethoven.) – 3:02 (Claudio Baglioni)
4. L'Africa ti chiama – 4:04 (testo: Claudio Baglioni – musica: Antonio Coggio)
5. 'Izia – 2:46 (testo: Claudio Baglioni – musica: Antonio Coggio)
6. Signora Lia – 3:02 (Claudio Baglioni)

Durata totale: 19:08

## Formazione
- Claudio Baglioni - voce
- Ruggero Cini e la sua orchestra (tutti i brani tranne 5 sul lato A)
- Maurizio De Angelis e la sua orchestra (brano 5)
- Tino Fornai - violino solista (brano 4)
- Edda Dell'Orso - voce solista (brano 1 sul lato B)
- I Cantori Moderni di Alessandroni - coro (brani 1 e 3 sul lato A; 3 sul lato B)